# Trägerpapier

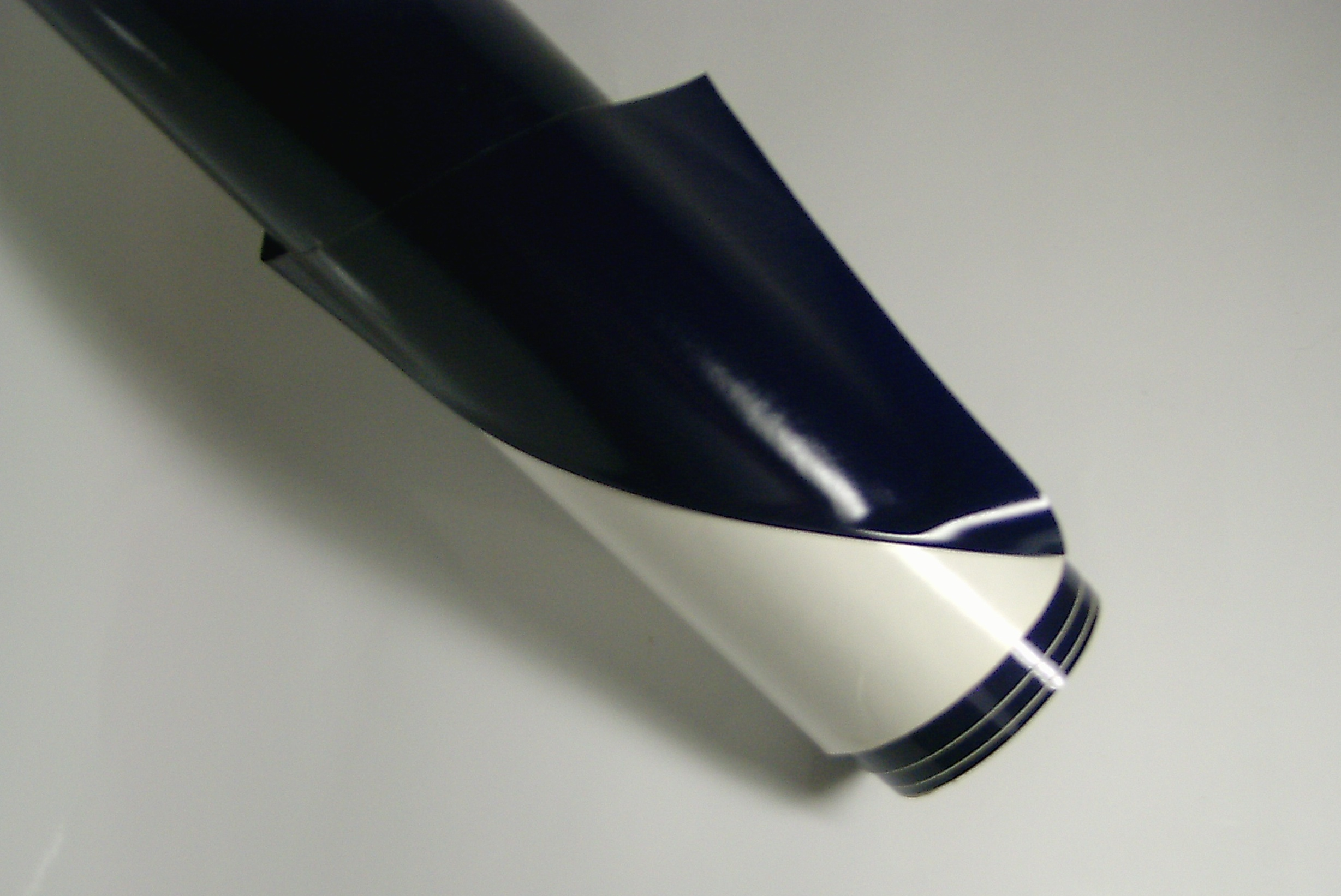
Weißes Trägerpapier unter dunkelblauer Beschriftungsfolie

Als Trägerpapier wird imprägniertes, beschichtetes oder gestrichenes Papier bezeichnet. Es verhindert das dauerhafte Anhaften des jeweils aufgebrachten Materials.
Trägerpapier wird heute hauptsächlich als temporärer Schutz der Klebeflächen von Aufklebern, Selbstklebeetiketten oder ähnlichen Produkten bis zur bestimmungsgemäßen Anwendung verwendet. In der Vergangenheit fand es auch im Bereich der Fotografie Verwendung, so zum Beispiel beim Rollfilm.